# 科爾多瓦 (納里尼奧省)
科多瓦是哥倫比亞的城鎮，位於該國西南部，由納里尼奧省負責管轄，距離首府帕斯托90公里，始建於1537年，面積282平方公里，海拔高度2,671米，2005年人口13,463。
0°51′18″N 77°31′16″W / 0.855°N 77.5211°W